# Fredrik von Schantz (1651–1697)
Fredrik von Schantz, tidigare Schantz, född 28 maj 1651, död 1697 i Stockholm, var en svensk ämbetsman.

## Biografi
Fredrik von Schantz föddes 1651. Han var son till sekreteraren Johan Eberhard Schantz hos kung Karl X Gustav och Maria Seyfritz. von Schantz blev 6 februari 1664 student vid Uppsala universitet och blev 1682 landssekreterare i Närke och Värmland. Den 4 september 1690 blev von Schantz protokollssekreterare i Senaten. Han adlades 4 januari 1693 von Schantz tillsammans med sina bröder Ludvig von Schantz och Christian von Schantz och introducerades samma år i Sveriges riddarhus som nummer 1255. Han avled 1697 i Stockholm.

### Familj
von Schantz gifte sig 1679 med Anna Ursula Scheffer (född 1660), Hon var dotter till professorn Johannes Schefferus vid Uppsala universitet och Regina Loccenia. De fick tillsammans barnen kanslirådet Johan Fredrik von Schantz (1680–1743), tygmästaren Carl Gustaf von Schantz (1683–1758) vid sjöartilleriet, löjtnanten Anton Ludvig von Schantz (1684–1706) vid De la Gardies livländska infateriregemente, överstelöjtnanten Christian Eberhard von Schantz (1685–1760), Henrik Vilhelm von Schantz (1686–1688), Magdalena Regina von Schantz (1687–1714) som var gift med landshövdingen Gustaf Fredrik Rothlieb, Beata Maria von Schantz (1689–1750), Conrad Jakob von Schantz (1691–1691), konstapeln Albert Peter von Schantz (född 1692) vid amiralitetet, Axel Magnus von Schantz (1693–1694), kaptenen Ivar Gabriel von Schantz (1695–1743) och Hans Otto von Schantz (född 1696).